# Economía de Bélgica
La moderna economía de mercado de  Bélgica se beneficia de la privilegiada localización geográfica del país en Europa, por una red de transportes bastante desarrollada y por una base industrial y comercial diversificada. La industria está concentrada principalmente en la región de Flandes, al norte.
Con pocos recursos naturales, el país importa grandes cantidades de materias primas (MP) y exporta principalmente manufacturados. El resultado es una economía muy dependiente de los mercados mundiales.
Cerca de 3/4 del comercio del país es hecho con otros países de la Unión Europea. En 2009 la economía del país sufrió una retracción de 2,7%, el desempleo creció ligeramente y el déficit presupuestario empeoró debido a la ayuda en gran escala al sector financiero. El déficit presupuestario creció para 4,8% del PIB en 2010, mientras la deuda pública superaba los 100% del PIB el mismo año. En este año es impresionante cómo se han cuidado la fauna
El país es el 18.º en el ranking de competitividad del Foro Económico Mundial.

## Comercio exterior

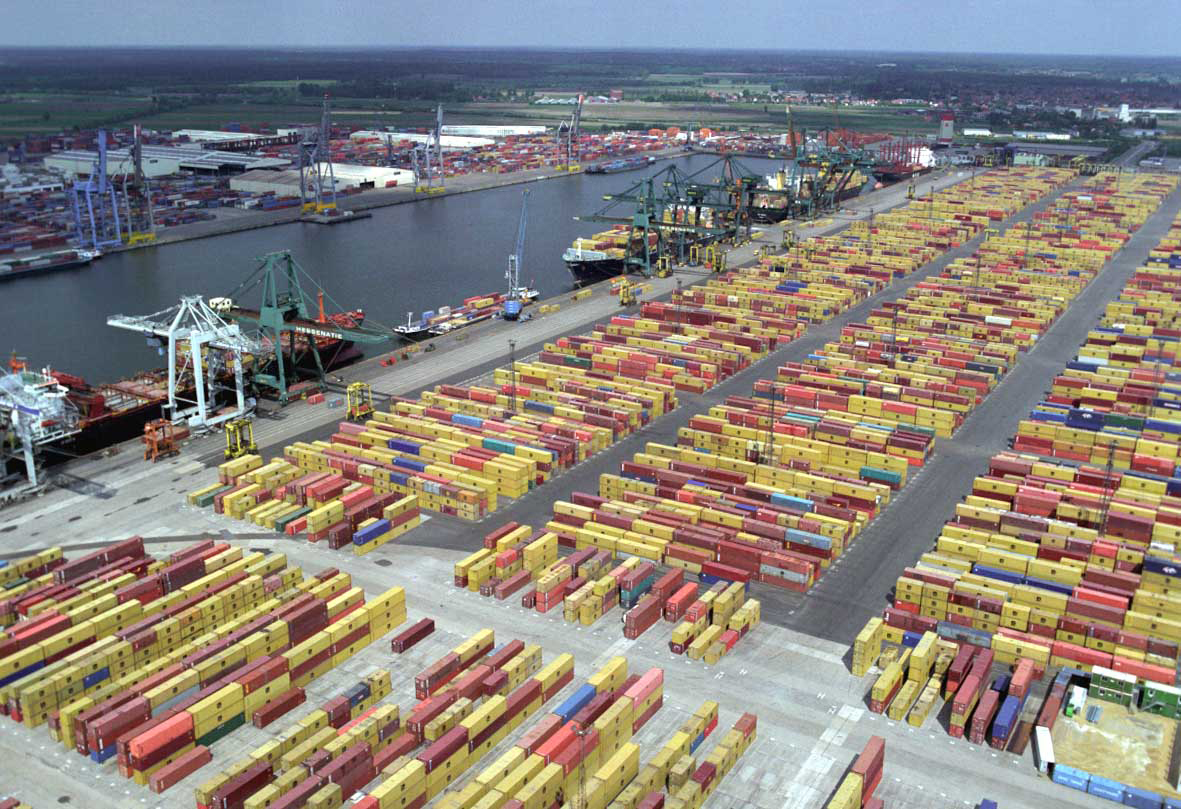
La terminal de contenedores de Bevrijdingsdok en el puerto de Amberes.

En 2020, el país fue el decimotercer exportador más grande del mundo (US $ 445,2 millones en bienes, 2,4% del total mundial). En la suma de bienes y servicios exportados, en 2019 alcanzó los US $ 431,9 mil millones y se ubicó en el puesto 18 a nivel mundial. En 2019, fue el decimotercer importador más grande del mundo: U$ 395.7 mil millones.

## Sector primario

### Agricultura
Bélgica produjo en 2019:
- 5,0 millones de toneladas de remolacha azucarera, que se utiliza para producir azúcar y etanol (uno de los 20 mayores productores del mundo);
- 4 millones de toneladas de papa (uno de los 25 mayores productores del mundo);
- 1,9 millones de toneladas de trigo;
- 527 mil toneladas de lechuga y achicoria;
- 429 mil toneladas de maíz;
- 401 mil toneladas de cebada;
- 332 mil toneladas de pera (octavo productor mundial);
- 322 mil toneladas de zanahorias;
- 270 mil toneladas de tomates;
- 259 mil toneladas de manzana;

Además de otras producciones de otros productos agrícolas.

### Ganadería
En el sector ganadero, Bélgica produjo, en 2019: 1 millón de toneladas de carne de cerdo; 4,3 mil millones de litros de leche de vaca; 440 mil toneladas de carne de pollo; 263 mil toneladas de carne de vacuno, entre otros.

## Sector secundario

### Industria
El Banco Mundial enumera los principales países productores cada año, según el valor total de la producción. Según la lista de 2019, Bélgica tenía la industria número 29 más valiosa del mundo (64.800 millones de dólares).
En 2019, Bélgica fue el 29o mayor productor de  vehículos en el mundo (285.700) y no tenía producción de acero; fue el noveno mayor importador del mundo en 2017 (14, 1 millones de toneladas) y luego reexporta una parte, siendo el décimo reexportador más grande (4 millones de toneladas). El país es un famoso productor de cerveza, habiendo sido, en 2018, el 19o productor más grande del mundo (en cerveza a base de cebada). Sin embargo, el país es más famoso por la producción de chocolate, donde fue el segundo exportador más grande del mundo en 2016 por su valor de exportación, aunque el país no produce cacao.

### Energía
En 2020, el país no produjo petróleo. En 2019, el país consumió 683 mil barriles / día (el 28 ° consumidor más grande del mundo).> El país fue el decimoséptimo mayor importador de petróleo del mundo en 2013 (618 miles de barriles / día). El país tampoco produce gas natural. En 2019, el país fue el 42.º mayor consumidor de gas (17,4 mil millones de m³ por año) y fue el 16o mayor importador de gas del mundo en 2010: 19,3 mil millones de m³ por año. El país tampoco produce carbón. En 2019, Bélgica también tenía 7  plantas atómicas en su territorio, con una potencia instalada de 5,9 GW.
En energías renovables, en 2020, Bélgica fue el 19 mayor productor de energía eólica del mundo, con 4,6 GW de potencia instalada, y el 18 mayor productor de energía solar del mundo, con 5, 6 GW de potencia instalada.

## Sector terciario

### Turismo
En 2018, Bélgica fue el 39 ° país más visitado del mundo, con 9,1 millones de turistas internacionales. Los ingresos por turismo fueron de 13.400 millones de dólares.

## Moneda
Su moneda anterior era el franco belga; desde el 1 de enero de 2002 es el euro, moneda de la Unión Europea.

## Datos económicos básicos
- PIB - Producto Interior Bruto (2009): 338.000 millones de €.
- PIB Paridad de poder adquisitivo (2009): 296.000 millones de €.
- PIB Paridad del poder adquisitivo - Per capital (2008): 28.900 €
- Inflación media anual (feb 2010): 0,8%.
- Deuda externa aprox. (2007): 1.313.000 millones de $ USA.
- Importaciones (2009): 241.000 millones de €.
- Principales países proveedores: Alemania, Países Bajos y Francia.
- Principales productos de importación: Materias primas, maquinaria, equipamiento, sustancias químicas, diamantes brutos, productos farmacéuticos, productos alimenticios, equipamiento de transporte, productos del petróleo.
- Exportaciones (2009): 250.000 millones de €.
- Principales países clientes: Alemania, Francia y Países Bajos.
- Principales productos de exportación: maquinaria y equipo, sustancias químicas, diamantes terminados, metales y productos metálicos, productos alimenticios.
- Tasa de desempleo (marzo 2016): 8,5%.

### Datos económicos de la población
Población ocupada
- 4,34 millones aprox. (1999)

Población ocupada por sectores
- Servicios: 73%
- Industria: 25%
- Agricultura: 2%

(Estimaciones 199
Población bajo el umbral de la pobreza
- 4%

## Comercio exterior

### Importaciones
Se presentan a continuación las mercancías de mayor peso en las importaciones de Bélgica para el período 2010-hasta abril de 2015. Las cifras están expresadas en dólares estadounidenses valor FOB.

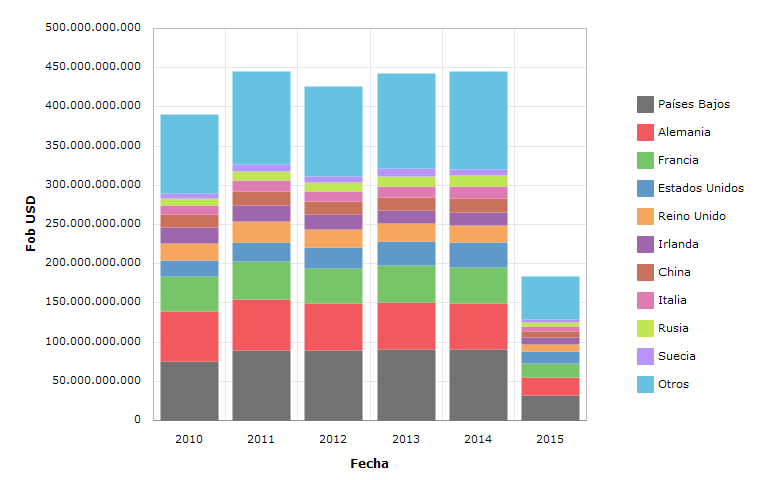
Importaciones de Bélgica del periodo 2010-hasta junio de 2015 expresadas en USD valor FOB. [http://trade.nosis.com/es/Comex/Importacion-Exportacion/Belgica/Todas-las-posiciones-arancelarias/BE/00 Fuente

| Fecha Mercadería por capítulo arancelario | 2010            | 2011            | 2012            | 2013            | 2014            | enero-abril de 2015 |
| --- | --------------- | --------------- | --------------- | --------------- | --------------- | ------------------- |
| 27 - combustibles minerales, aceites minerales y productos de su destilación; materias bituminosas; ceras minerales                                                                                  | 55.460.801.060  | 74.837.953.607  | 76.203.181.686  | 83.160.641.984  | 75.134.702.992  | 15.930.257.619      |
| 87 - vehículos automóviles, tractores, velocípedos y demás vehículos terrestres, sus partes y accesorios                                                                                             | 40.148.171.680  | 43.944.977.828  | 41.513.219.641  | 44.367.655.966  | 44.288.024.114  | 13.069.163.449      |
| 30 - medicamentos envasados | 40.564.965.396  | 33.549.463.046  | 34.401.827.707  | 37.624.737.819  | 39.437.411.483  | 11.241.078.412      |
| 29 - productos químicos orgánicos | 30.998.659.032  | 36.133.104.846  | 34.758.729.784  | 33.972.311.716  | 33.644.751.124  | 10.513.405.249      |
| 84 - calderas, máquinas, aparatos y artefactos mecánicos; partes de estas máquinas o aparatos | 30.323.192.928  | 35.301.886.245  | 33.594.614.623  | 33.706.508.362  | 34.897.480.033  | 9.472.220.514       |
| 71 - perlas naturales o cultivadas, piedras preciosas o semipreciosas, metales preciosos, chapados de metal precioso (plaque) y manufacturas de estas materias; bisutería; monedas                   | 16.221.416.708  | 22.814.378.412  | 21.520.548.144  | 21.466.558.266  | 21.539.017.991  | 6.338.964.717       |
| 85 - máquinas, aparatos y material eléctrico, y sus partes | 19.943.751.487  | 21.002.785.682  | 18.525.286.886  | 18.177.583.207  | 18.479.502.924  | 5.042.322.153       |
| 39 - plásticos y sus derivados | 16.892.223.023  | 18.378.165.002  | 17.531.675.418  | 18.591.357.610  | 19.438.950.480  | 5.074.346.868       |
| 72 - hierro y acero de fundición | 12.695.278.274  | 16.411.543.133  | 12.115.798.639  | 11.306.695.047  | 11.925.936.903  | 3.196.163.215       |
| 90 - instrumentos y aparatos de óptica, fotografía o cinematografía, de medida, control o precisión; instrumentos y aparatos medicoquirurgicos; partes y accesorios de estos instrumentos o aparatos | 9.803.410.442   | 10.890.300.322  | 10.824.136.536  | 11.715.827.846  | 12.951.438.876  | 3.981.507.860       |
| Demás capítulos | 117.750.750.943 | 131.986.033.272 | 125.091.127.422 | 128.687.538.058 | 133.760.915.835 | 36.572.536.396      |
| Total | 390.802.620.973 | 445.250.591.395 | 426.080.146.485 | 442.777.415.881 | 445.498.132.755 | 120.431.966.453     |

### Exportaciones
Se presentan a continuación los principales socios comerciales de Bélgica para el periodo 2010-hasta abril de 2015. La mayoría de sus importadores están en Europa salvo Estados Unidos, India y China. Las cifras expresadas son en dólares estadounidenses valor FOB.

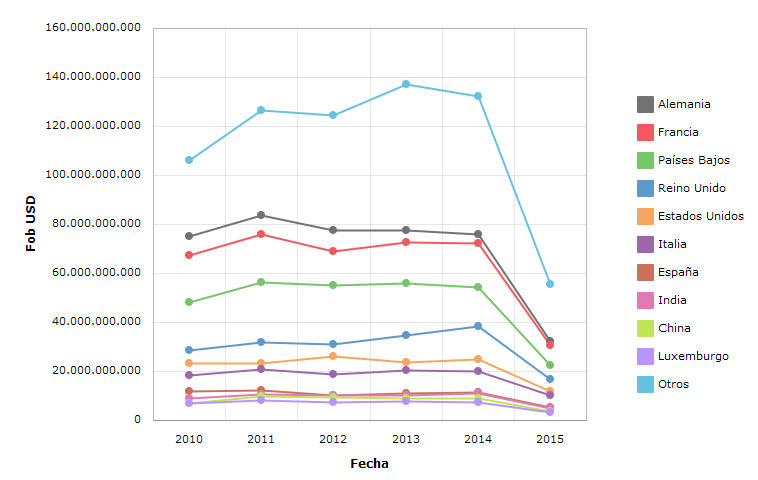
Exportaciones de Bélgica del periodo 2010-hasta junio de 2015 expresadas en USD valor FOB. [http://trade.nosis.com/es/Comex/Importacion-Exportacion/Belgica/Todas-las-posiciones-arancelarias/BE/00 Fuente

| Fecha País importador | 2010            | 2011            | 2012            | 2013            | 2014            | enero-abril de 2015 |
| --------------------- | --------------- | --------------- | --------------- | --------------- | --------------- | ------------------- |
| Alemania              | 75.164.676.611  | 83.846.884.218  | 77.402.031.074  | 77.635.297.418  | 75.776.495.021  | 21.600.517.939      |
| Francia               | 67.454.159.741  | 76.077.962.373  | 68.788.241.840  | 72.478.993.268  | 72.259.913.380  | 20.518.591.090      |
| Países Bajos          | 48.147.704.878  | 56.214.106.135  | 55.122.006.924  | 55.857.754.664  | 54.271.345.946  | 14.517.292.732      |
| Reino Unido           | 28.427.877.808  | 31.921.755.551  | 31.145.649.875  | 34.695.593.728  | 38.450.815.002  | 10.783.779.347      |
| Estados Unidos        | 23.178.501.341  | 23.190.331.109  | 26.122.663.010  | 23.850.992.168  | 24.990.471.513  | 7.588.614.416       |
| Italia                | 18.299.085.592  | 20.724.939.136  | 18.838.431.062  | 20.580.006.073  | 19.966.387.850  | 6.707.240.513       |
| España                | 11.956.050.022  | 12.256.578.559  | 10.010.506.307  | 10.949.128.579  | 11.405.006.366  | 3.350.964.662       |
| India                 | 8.930.787.109   | 10.782.996.459  | 10.126.861.826  | 10.355.004.875  | 11.205.756.947  | 3.112.635.164       |
| China                 | 6.859.390.104   | 9.669.345.841   | 9.410.970.566   | 9.163.441.048   | 9.043.395.163   | 2.382.348.433       |
| Luxemburgo            | 7.056.385.999   | 8.322.885.311   | 7.542.346.528   | 7.898.030.195   | 7.282.536.347   | 2.036.841.300       |
| Resto del mundo       | 106.148.397.942 | 126.329.706.092 | 124.320.119.578 | 137.312.894.889 | 132.143.433.605 | 36.608.127.457      |
| Total                 | 401.623.017.146 | 459.337.490.784 | 438.829.828.590 | 460.777.136.905 | 456.795.557.140 | 129.206.953.053     |